# Phenacoccus trichonotus
Phenacoccus trichonotus är en insektsart som först beskrevs av Danzig 1971.  Phenacoccus trichonotus ingår i släktet Phenacoccus och familjen ullsköldlöss. Inga underarter finns listade i Catalogue of Life.